# Cevallos (ciudad)
Cevallos es una ciudad ecuatoriana; cabecera cantonal del cantón Cevallos en la provincia de Tungurahua. Se localiza al centro de la Región interandina del Ecuador, en la hoya del río Patate.
Su población en 2010 era de 2501 habitantes.

## Símbolos

### Escudo
Consta de tres secciones históricas que confluyen al fruto presente representado por una manzana.  Los segmentos del escudo nacen de un punto tácito  y se abren en abanico. 
El segmento del medio es el doble del de los costados. Los elementos simbólicos se enmarcan dentro de una estructura abierta en tres alas. Las dos laterales tienen un fondo blanco que toma la significación del pasado, sobre este fondo, al costado izquierdo, se presenta un vaso ceremonial nativo de los que se desenterraron en su suelo, perteneciendo a las culturas pre kichwas que poblaron la región desde épocas inciertas.
Al extremo derecho, sobre el mismo fondo blanco del pasado, está la línea del ferrocarril, que simboliza la época de surgimiento con la categoría de parroquia. Junto a la línea está otra señal que marca el año 1892, año en que Cevallos fue considerada como parroquia del cantón Ambato. Al centro, sobre un fondo verde, que simboliza la esperanza y el trabajo  del hombre eminentemente rural,  constan: el azadón que demuestra una posición de integración a la tierra a través del trabajo; y, la pluma que significa la capacitación de su gente y es el símbolo de su desarrollo cultural. Hay dos pergaminos: uno de encabezamiento en la parte superior que identifica el nombre del cantón Cevallos y el otro al pie que registra el año 1986, año de la cantonización.

### Bandera
Consta de tres franjas horizontales, cada franja equivale a un tercio del total del conjunto. La división de tres segmentos guarda relación con las instancias de la historia y la vida administrativa de Cevallos: Capote Bajo, Parroquia Cevallos y Cantón Cevallos. En la parte superior está la franja blanca que se remite al ayer y a los ancestros no definidos de Cevallos; sobre esta franja están tres estrellas rojas que también simbolizan las instancias de este pueblo y nos hablan de la presencia del hombre. Al centro, la franja verde representa la fertilidad del suelo y la relación del hombre con el campo. La tercera franja es roja y simboliza al cevallense y su vitalidad, que es la base de todo lo que se entienda por desarrollo y progreso.

## Toponimia
El nombre de Cevallos es en homenaje al historiador ambateño Pedro Fermín Cevallos.

## Historia
Cevallos fue llamado en la antigüedad Capote Bajo y fue asiento de la cultura Panzaleo. De esta cultura se han hallado objetos arqueológicos de cerámica en la zona de Andignato-Pachanlica.
En la primera mitad del siglo XX, la estación del ferrocarril de Cevallos es el puerto en tierra más cercano al oriente, lo que le convierte en un sitio estratégico para la comercialización de productos agropecuarios provenientes del oriente (guayaba y  naranjilla) y de mercancías como panela y cemento de la costa, la ciudad crece alrededor de este eje vial- comercial, la relación de sus habitantes con la costa influencia en elementos arquitectónicos de las edificaciones del lugar de las que muy pocas quedan en pie, posteriormente por su ubicación geográfica y dinamia comercial la plaza se consolida como la feria regional donde se comercializa la producción agropecuaria de los cantones vecinos en especial de Quero. A raíz del  conflicto de transportistas de 1982 en Quero se consolida la feria agropecuaria los días martes y se crea la feria del miércoles, disminuyendo  la actividad comercial en Cevallos. los días jueves, creándose la feria dominical.  A partir de los años 70, el Proyecto Tungurahua, promociona la fruticultura como alternativa productiva, introduciendo nuevas variedades de frutas, incrementando el área cultivada de frutales, siendo hasta hoy la principal fuente generadora de riqueza en el cantón. En los 90 se concluye la construcción y entra en servicio el canal de riego Ambato-Huachi-Pelileo, beneficiándose amplios sectores agrícolas del cantón. La falta de respuesta local ante la ausencia de políticas de protección del Estado, sumado la crisis económica nacional y el impacto de los fenómenos naturales ha convertido hoy a la fruticultura en una actividad poco rentable.

## Geografía
Cevallos está ubicado  en el sector centro-sur de la  provincia de Tungurahua  a 14 km al Sur-Oriente  de la ciudad de Ambato

## Política
Territorialmente, la ciudad de Cevallos está organizada en una sola parroquia urbana. El término "parroquia" es usado en el Ecuador para referirse a territorios dentro de la división administrativa municipal.
La ciudad y el cantón Cevallos, al igual que las demás localidades ecuatorianas, se rige por una municipalidad según lo previsto en la Constitución de la República. El Gobierno Autónomo Descentralizado Municipal de Cevallos, es una entidad de gobierno seccional que administra el cantón de forma autónoma al gobierno central. La municipalidad está organizada por la separación de poderes de carácter ejecutivo representado por el alcalde, y otro de carácter legislativo conformado por los miembros del concejo cantonal.
La Municipalidad de Cevallos, se rige principalmente sobre la base de lo estipulado en los artículos 253 y 264 de la Constitución Política de la República y en la Ley de Régimen Municipal en sus artículos 1 y 16, que establece la autonomía funcional, económica y administrativa de la Entidad.

### Alcaldía
El poder ejecutivo de la ciudad es desempeñado por un ciudadano con título de Alcalde del cantón Cevallos, el cual es elegido por sufragio directo en una sola vuelta electoral sin fórmulas o binomios en las elecciones municipales. El vicealcalde no es elegido de la misma manera, ya que una vez instalado el Concejo Cantonal se elegirá entre los ediles un encargado para aquel cargo. El alcalde y el vicealcalde duran cuatro años en sus funciones, y en el caso del alcalde, tiene la opción de reelección inmediata o sucesiva. El alcalde es el máximo representante de la municipalidad y tiene voto dirimente en el concejo cantonal, mientras que el vicealcalde realiza las funciones del alcalde de modo suplente mientras no pueda ejercer sus funciones el alcalde titular.
El alcalde cuenta con su propio gabinete de administración municipal mediante múltiples direcciones de nivel de asesoría, de apoyo y operativo. Los encargados de aquellas direcciones municipales son designados por el propio alcalde.

### Consejo cantonal
El poder legislativo de la ciudad es ejercido por el Concejo Cantonal de Cevallos el cual es un pequeño parlamento unicameral que se constituye al igual que en los demás cantones mediante la disposición del artículo 253 de la Constitución Política Nacional. De acuerdo a lo establecido en la ley, la cantidad de miembros del concejo representa proporcionalmente a la población del cantón.
Cevallos posee 5 concejales, los cuales son elegidos mediante sufragio (Sistema D'Hondt) y duran en sus funciones cuatro años pudiendo ser reelegidos indefinidamente. De los cinco ediles, 4 representan a la población urbana mientras que uno representa al sector rural. El alcalde y el vicealcalde presiden el concejo en sus sesiones. Al recién instalarse el concejo cantonal por primera vez los miembros eligen de entre ellos un designado para el cargo de vicealcalde de la ciudad.

## Turismo
La Cascada de Jujún es el lugar perfecto para los amantes del vértigo ya que aquí existen paredes verticales para escalinata; por ejemplo, es posible escalar la quebrada de Querochaca.
Los Huertos Frutales dan muestra de diferentes variedades de claudia, durazno, pera y manzana que se produce en esta tierra.  Estas frutas son exquisitas y se las puede saborear mientras observando un hermoso paisaje.
Actualmente, la remodelada estación del tren es un nuevo punto de encuentro para turistas que llegan a visitar el cantón vía férrea. Debido a que la industria del calzado ha tomado repunte en el cantón Cevallos, es posible comprar zapatos de excelente calidad en varios puntos de la ciudad.
Un reconocido sitio de encuentro en Cevallos es parque principal de la ciudad dónde además se encuentra el monumento a Don Pedro Fermín Cevallos. Este parque es un confortable lugar de descanso con vista panorámica a la Iglesia Matriz y el Municipio de Cevallos.

## Ciudadanos Notables
Pedro Reino (Escritor, historiador, y periodista).